# Данијел Премерл
Данијел Премерл (Крапина, 23. јануар 1904 — Загреб, 1. октобар 1975) је био југословенски фудбалски репрезентативац.
Каријеру је почео у омладинској школи ХАШК-а 1919. код познатог чехословачког тренера Франтишека Кожелуха. За ХАШК је наступао све до 1927. када је прешао у Конкордију. У дресу новог клуба је 1930. освојио титулу првака државе. У загребачку Викторију је прешао 1932, одакле је потом 1934. отишао у Грађански. Тиме је остао једини играч који је бранио боје сва четири водећа загребачка клуба из периода пред Другог светског рата.
Између 1924. и 1935. одиграо је за репрезентацију Загреба према званичној статистици 22 утакмице. Двапута је играо за Б репрезентацију, а дрес репрезентације Југославије облачио је 29 пута и постигао један гол. Дебитовао је 28. октобра 1925. године у сусрету са Чехословачком (0:7) у Прагу, а последњу утакмицу одиграо је 30. јуна 1932. против Бугарске (2:3) у Београду. Свој једини гол у дресу репрезентације постигао је против Румуније (2:1) у Београду 4. маја 1930. Био је и члан репрезентације која је учествовала на на олимпијском турниру 1928. у Амстердаму.
Као банкарски чиновник активно се бавио и тренерским послом и подучавао младе фудбалере загрбачких клубова ЗШК Викторија, ЗШК Макаби, ШК Ферарија, затим је био тренер Текстилца, Драве из Птуја, Динама из Винковаца и Звећева из Славонске Пожеге.

## Трофеји

### Конкордија
- Првенство (1): 1930.